# باشگاه ورزشی سپسی اواس‌کا سفنتو گئورگه
باشگاه ورزشی سپسی اواس‌کا سفنتو گئورگه (انگلیسی: Sepsi OSK Sfântu Gheorghe) یک باشگاه فوتبال مستقر در سفنتو گئورگه، رومانی است که در حال حاضر در لیگ دسته اول فوتبال رومانی، بالاترین سطح لیگ فوتبال در این کشور به فعالیت می‌پردازد.